# Hemieuxoa lepida
Hemieuxoa lepida là một loài bướm đêm trong họ Noctuidae.